# Desert of Blood
Desert of Blood es una película estadounidense de 2006, del género horror, dirigida por Don Henry. Protagonizada por Justin Quinn, Brenda Romero, Naím Thomas, Mike Dusi y Annika Svedman en los papeles principales.

## Argumento
Un vampiro que ha sido sepultado por el cura del pueblo, es liberado accidentalmente treinta y cinco años después, y comienza una acción de venganza contra los pobladores. La llegada de una chica que viene de visita, lo coloca en una disyuntiva.
- Datos: Q5264079